# Fransfontein
Fransfontein este un oraș din Namibia.